# Roland Nelsson
Roland Verner Clarence Nelsson, född 19 november 1937 i Värnamo, är en svensk pastor, missionär, författare och före detta direktor för Erikshjälpen. Han är adoptivfar till musikern Putte Nelsson.
Han var bland annat pastor i Umeå och missionär innan han 1983 blev direktor för hjälporganisationen Erikshjälpen i Holsbybrunn utanför Vetlanda, där han var verksam fram till pensioneringen. Han utsågs 1990 av Sveriges Radio Jönköping till "Årets smålänning".
Nelsson har varit aktiv inom Kristdemokraterna, bland annat som kandidat till EU-parlamentet 1995.
År 2021 gav han ut boken Trots paragraf 6: spridda minnen från ett rikt och innehållsrikt liv. I boken problematiseras hur hans föräldrar 1937 uteslöts ur den Betelförsamling de då tillhörde på grund av att de väntade barn, Roland, innan föräldrarna var gifta. De välkomnades senare tillbaka och fortsatte som engagerade medlemmar vilket Nelsson ser som ett uttryck för förlåtelse och upprättelse, samtidigt som han beskriver förfarandet som "misshandel".